# Ахмад, Васим
Васим Ахмад (урду وسیم احمد‎, англ. Waseem Ahmad, 10 апреля 1977, Вехари, Пакистан) — пакистанский хоккеист (хоккей на траве), полузащитник. Участник летних Олимпийских игр 2000, 2004 и 2012 годов, трёхкратный серебряный призёр чемпионата Азии 1999, 2003 и 2009 годов, бронзовый призёр чемпионата Азии 2013 года, чемпион летних Азиатских игр 2010 года, бронзовый призёр летних Азиатских игр 1998 года.

## Биография
Васим Ахмад родился 10 апреля 1977 года в пакистанском городе Вехари.
Играл в хоккей на траве за пакистанские «Хабиб Бэнк» (1996—2002), ВАПДА из Карачи (с 2002 года), нидерландский «Роттердам» (2004—2010), индийские «Хайдарабад Султанс» (2005) и «Бхопал Бадшахс» (2011—2012), малайзийский КЛ (2013—2014) и гонконгский «Пенджаб» (2013—2014).
С 1996 года выступал за сборную Пакистана, провёл в её составе 410 матчей, забил 37 мячей.
В 2000 году вошёл в состав сборной Пакистана по хоккею на траве на летних Олимпийских играх в Сиднее, занявшей 4-е место. Играл на позиции полузащитника, провёл 7 матчей, мячей не забивал.
В 2002 году стал бронзовым призёром хоккейного турнира Игр Содружества в Манчестере.
В 2004 году вошёл в состав сборной Пакистана по хоккею на траве на летних Олимпийских играх в Афинах, занявшей 5-е место. Играл на позиции полузащитника, провёл 7 матчей, мячей не забивал.
В 2012 году вошёл в состав сборной Пакистана по хоккею на траве на летних Олимпийских играх в Лондоне, занявшей 7-е место. Играл на позиции полузащитника, провёл 6 матчей, забил 1 мяч в ворота сборной ЮАР.
Четырежды выигрывал медали чемпионата Азии: серебро в 1999, 2003 и 2009 годах, бронзу в 2013 году.
В 1998 году завоевал бронзовую медаль хоккейного турнира летних Азиатских игр в Бангкоке, в 2010 году — золото на летних Азиатских играх в Гуанчжоу.
Выиграл шесть медалей Трофея чемпионов — серебро в 1996 и 1998 годах, бронзу в 2002, 2003, 2004 и 2012 годах.